# Si me voy antes que vos (canción)
«Si me voy antes que vos» es la primera canción perteneciente al álbum de mismo nombre, compuesto e interpretado por el músico popular uruguayo Jaime Roos. La letra fue grabada a dúo con la cantante folclórica argentina Mercedes Sosa. El tema volvió a ser grabado en el mismo disco, solo con la voz de Freddy Bessio. El 22 de mayo de 2010 la canción fue interpretada a dúo por Roos y León Gieco en conmemoración de los doscientos años de la Revolución de Mayo de 1810.

## Otra versiones
- Jaime Roos
- Mercedes Sosa
- León Gieco
- Bahiano
- Arbolito
- Papina de palma